# Princeton Aerodrome
Princeton Aerodrome är en flygplats i Kanada. Den ligger i den södra delen av landet, 3 300 km väster om huvudstaden Ottawa. Princeton Aerodrome ligger 696 meter över havet.
Terrängen runt Princeton Aerodrome är huvudsakligen kuperad. Princeton Aerodrome ligger nere i en dal. Trakten runt Princeton Aerodrome är nära nog obefolkad, med mindre än två invånare per kvadratkilometer.. Närmaste större samhälle är Princeton, 1,1 km söder om Princeton Aerodrome.
I omgivningarna runt Princeton Aerodrome växer i huvudsak barrskog.